# Борне Сулиново
Борне Сулиново (пољ. Borne Sulinowo) је град у Пољској у западнопоморском војводству, шчећински повјат. У граду живи 4.149 становника по подацима од априла 2005.
Град је значајан по томе што је између 1945. и 1992. године био тајна совјетска војна база која се није појавила ни на једној мапи, а пребачена је под пољску контролу тек у октобру 1992. године.

## Историја
Територија је постала део пољске државе у настајању под њеним првим владаром Мјешком I око 967. године. Након распарчавања Пољске на мања војводства, она је ушла у састав војводства Помераније, а касније је такође била под влашћу Бранденбурга и Шведске. Град је настао у шеснаестом веку. Тридесетих година XX века у близини града настао је војни гарнизон. Септембра 1939. било је то једно од места са којих је Немачка покренула инвазију на Пољску и започела Други светски рат. У граду је деловала пољска организација отпора Одра која је вршила шпијунажу немачких војних активности. Око 1945. године преузела га је Црвена армија и користила до 1992. године. У том периоду град је био искључен из пољске администрације. Године 1993. град је свечано отворен, а 15. септембра Борне Сулиново је добило статус града. Средином 1995. године у град се населило 1.600 људи. Споменик жртвама нацистичког и совјетског тоталитаризма откривен је 1998. године.
Географска ширина Борна Сулинова је 53°34' N, а географска дужина 16°35' E. Позивни број за града је +48 94, а регистарске таблице су ZSZ XXXX. Градоначелник града је Јоеф Томчак.

## Демографија
| 2021. |
| ----- |
| 5.008 |